# Geringde spikkelspanner
De geringde spikkelspanner (Cleora cinctaria) is een nachtvlinder uit de familie van de spanners, de Geometridae.

## Kenmerken
De voorvleugellengte bedraagt tussen de 16 en 20 mm. De vleugels grijs van grondkleur met bruine tekening. De band aan de vleugelbasis van de voorvleugel is zeer donker. Op de vleugel bevindt zich een lichte vlek, zowel op onder- als bovenzijde.

## Waardplanten
De geringde spikkelspanner gebruikt kruidachtige planten en loofbomen als waardplanten. De soort overwintert als jonge rups en verpopt in de strooisellaag.

## Voorkomen
De soort komt verspreid over het Palearctisch gebied voor.

### Nederland en België
De geringde spikkelspanner is in Nederland een zeldzame en België een zeer zeldzame soort. De vlinder kent een jaarlijkse generatie die vliegt van eind maart tot in juni.